# Stanisław Leśniewski (socjalista)
Stanisław Leśniewski (ur. 23 kwietnia 1900 w Ostrowi Mazowieckiej, zm. 22 marca 1981 w Warszawie) – polski działacz socjalistyczny, burmistrz Ostrowi Mazowieckiej. Uczestnik wojny 1920 r. Powstaniec śląski i warszawski.

## Życiorys
Od 1918 r. członek Związku Polskiej Młodzieży Socjalistycznej, a następnie pod wpływem Stanisława Dubois wstąpił do Związku Niezależnej Młodzieży Socjalistycznej. Uczestniczył jako ochotnik w 201 pułku piechoty w czasie wojny polsko-bolszewickiej w 1920 r. Uczestnik III powstania śląskiego. Służył wraz ze Stanisławem Dubois w oddziale Grupy Destrukcyjnej „Wawelberga”.
Od 1919 r. członek Polskiej Partii Socjalistycznej. Sekretarz „Robotniczego Przeglądu Gospodarczego”. W 1922 r. współzałożyciel i początkowo przewodniczący Komitetu Miejskiego PPS w Ostrowi Mazowieckiej. 
W 1927 r. wybrany na stanowisko burmistrza Ostrowi Mazowieckiej. W wyborach parlamentarnych w 1928 roku kandydował na drugim miejscu listy PPS w okręgu nr 4 (Ostrów Mazowiecka, Bielsk Podlaski, Wysokie Mazowieckie) za Stanisławem Dubois. Lista uzyskała sukces w okręgu, zaś Dubois otrzymał mandat poselski. W maju 1929 r. odwołany z urzędu na podstawie decyzji wojewody białostockiego Karola Kirsta pod zarzutem „niewłaściwej, chaotycznej i bezplanowej gospodarki”. W obronie Leśniewskiego angażował się Stanisław Dubois na łamach „Robotnika”. Po odwołaniu wytoczono w 1929 r.  Leśniewskiemu proces przed Sądem Okręgowym w Łomży, który w 1930 r. zakończył się wycofaniem oskarżenia.
W latach trzydziestych autor tekstów do „Robotnika”, tłumacz, redaktor techniczny „Ekspresu Porannego”. W czasie wojny działacz PPS-WRN. Komendant Gwardii Ludowej WRN na powiat warszawski. Uczestnik powstania warszawskiego, redaktor powstańczego „Robotnika”.
Po wojnie redaktor Spółdzielczego Instytutu Wydawniczego. Działacz ruchu spółdzielczego m.in. prezes Warszawskiej Spółdzielni Mieszkaniowej.